# 井伊直平
井伊 直平（いい なおひら）は、戦国時代の武将。今川氏の家臣。遠江国の国人・井伊氏16代当主。井伊直虎・井伊直政の曾祖父。一説には、徳川家康の正室・築山殿の外祖父に当たると言われる。その場合、直平は松平信康の曾祖父になる。

## 生涯
文明11年（1479年）または延徳元年（1489年） 、井伊谷城主・井伊直氏の子として誕生。永正4年（1507年）、井伊氏の祖・共保の出生地にある氏寺・菩提所の自浄院に田畑3反を寄付し、井伊保（井伊谷）に黙宗瑞淵を招いて自浄院を龍泰寺と寺号を改めた。 永正8年（1511年）、祝田助四郎に下地を付与し、そのことを祝田禰宜に伝えた。
直平の子のうち嫡男・直宗、次男・直満、四男・直義、五男・直元は直平に先立っている。直宗は天文11年（1542年）に三河国田原城攻撃の際に野伏の襲撃をうけて討たれ、直満と直義は天文13年（1545年）に家老小野政直の讒言により今川義元に討たれ、直元は天文10年（1541年）に病死。直宗の嫡男・直盛は直宗死後当主となり井伊谷を治めたが、永禄3年（1560年）に桶狭間の戦いで織田信長の奇襲に倒れた。直満の嫡男・直親は直満の死後、武田領の信濃国へ落ち延び、弘治元年（1555年）に政直の死去を契機に井伊谷へ復帰しており、養父・直盛の死後に家督を継いだ。しかし直親も「遠州錯乱」で小野政直の嫡男・道好（政次）の讒言により、主君・今川氏真から松平元康と織田信長に内通して謀反を起こす疑いをかけられ、陳謝のために駿府へ向かう道中の懸川にて永禄5年12月14日（1563年1月8日）、今川家家臣・朝比奈泰朝に襲撃され殺害された。
直親の嫡男・虎松はまだ幼少であり、永禄6年（1563年）、直平が後見役となる。同年9月18日、今川氏真の命により今川から離反した天野景泰・元景父子がいる八代山城（社山城）を攻めようとした矢先に死去した。享年75(または85)。家督は出家していた直盛の娘次郎法師（直虎）が継いだ。虎松は流浪した末に直虎に代わって当主となり、徳川氏に仕え、のちの徳川四天王の井伊直政となった。

### 直平の死諸説
『井伊家伝記』では今川氏真が織田信長への弔い合戦をしかけ、直平は氏真と共に出陣するも白須賀で陣を敷いていた直平の軍勢から南からの強風が原因で出火し白須賀のあちこちの集落が焼き払われ、その件で軍中では直平が井伊直親の殺害を氏真が命じたことの件で怨んでいたので白須賀を焼いて軍の最後尾に被害を与えたのではないかという悪い評価がなされ、直平は火事のことに関して不慮の事故だと説明するも、過失の埋め合わせとして今川の家臣だった天野左衛門尉が武田方に従ったことを知った氏真が、曳馬城の城主だった直平に鎮圧を命じ、直平が出陣の支度をしている時に、家老の飯尾連龍の室・お田鶴の方に毒茶を勧められ、有玉旗屋の宿にて落馬し服毒死した。『井伊家伝記』の別の章には連龍が直平に毒薬を進め直平は服毒死したとある。これ以外にも敵の急襲を受け討死、服毒死(病死とも表現可能)など直平の死は諸説存在する。また直平の死後、従者の大石作左衛門が直平の遺体を故郷の川名に馬で運ぶと殉死した。
『井伊家伝記』によれば『徳川伝記』では「飯尾豊前守」ではなく「井伊豊前守」としているので、多くの本や軍記物でも「井伊豊前守」としている。これは、井伊直平が年老いていたので、出陣の際には、飯尾連龍が直平の名代として出陣していたので、「井伊豊前守」として聞き伝えられて記されていたのであると記されている。また、飯尾連龍が行った事が『井伊家伝記』や『井伊直平公御一代記』では直平が行ったこととして記されている。